# District d'Ambositra
Le district d'Ambositra est un district du centre de Madagascar situé dans la région d'Amoron'i Mania, dont il est le chef-lieu, et dans la province de Fianarantsoa.

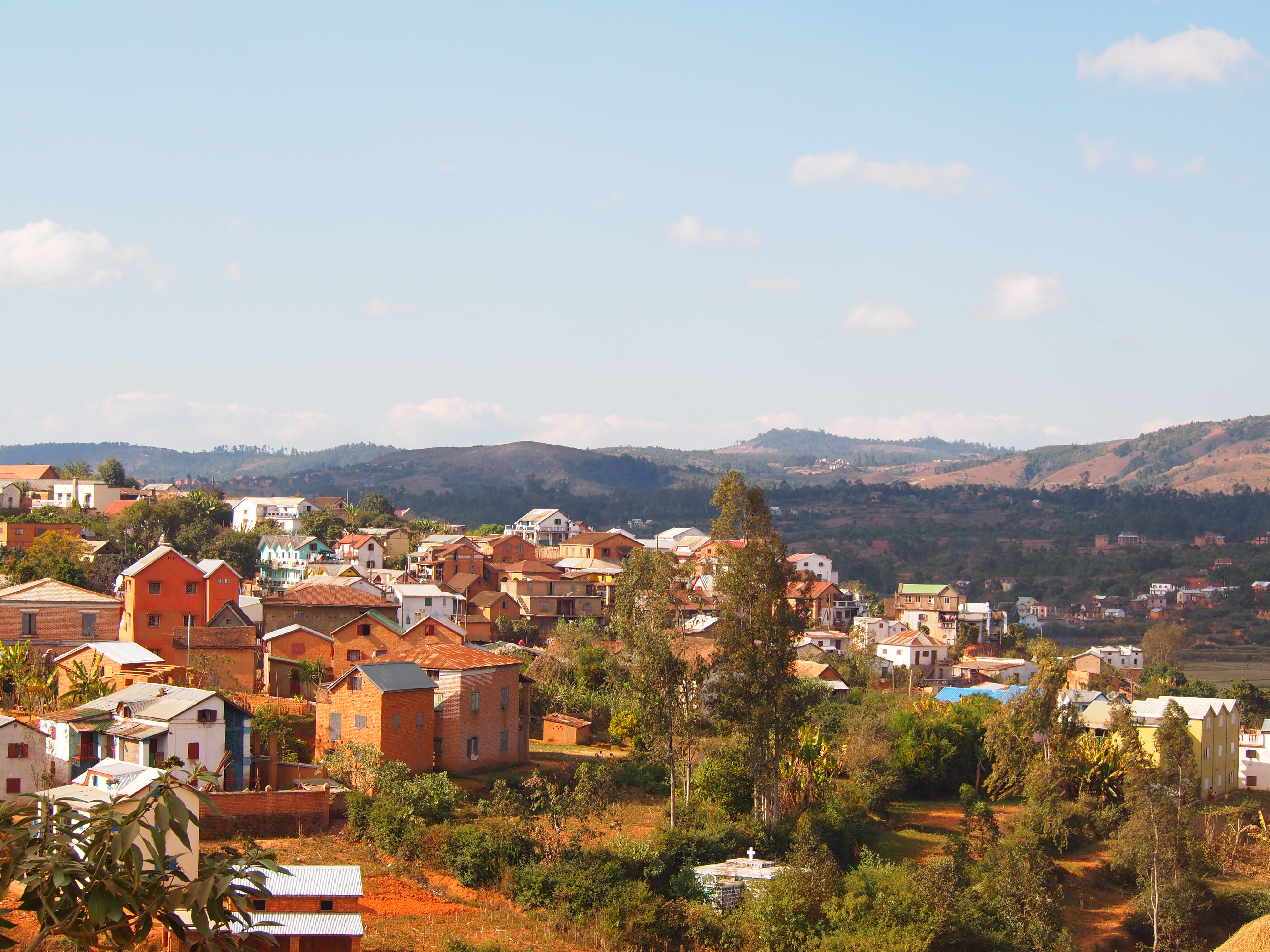
Horizon d'Ambositra